# Лубанс
Лу́банс или Лу́бана (устар.: Лубань, Лубанское озеро; латыш. Lubāns, латг. Lubuons, Lubuona azars) — крупнейшее озеро Латвии. Расположено в центре низменности на востоке Латвии. Площадь поверхности — 80,7 км², вместе с островами 82,1 км².
Представляет собой неглубокое проточное озеро, в которое впадают реки Резекне, Малта, Малмута и Лисиня, а также несколько ручьёв. Из озера вытекает река Айвиексте, впадающая в Даугаву.
После обильных весенних паводков, произошедших в 1926 году, были сооружены несколько плотин и дренажных канав. Урез воды в озере может искусственно регулироваться от 90 до 93 метров над уровнем моря. При урезе воды 90,75 м озеро имеет площадь 25 км²; при урезе воды 92,75 м его площадь увеличивается до 100 км².
В бассейне озера Лубанс были осушены другие небольшие реликтовые озёра, территория которых сейчас используется для сельскохозяйственных работ.